# Монор (комуна)
Монор (рум. Monor) — комуна у повіті Бистриця-Несеуд в Румунії. До складу комуни входять такі села (дані про населення за 2002 рік):
- Гледін (613 осіб)
- Монор (995 осіб) — адміністративний центр комуни

Комуна розташована на відстані 299 км на північ від Бухареста, 25 км на південний схід від Бистриці, 85 км на схід від Клуж-Напоки.

## Населення
За даними перепису населення 2002 року у комуні проживали 1608 осіб.
Національний склад населення комуни:
| Національність | Кількість осіб | Відсоток |
| -------------- | -------------- | -------- |
| румуни         | 1519           | 94,5%    |
| цигани         | 83             | 5,2%     |
| угорці         | 6              | 0,4%     |

Рідною мовою назвали:
| Мова      | Кількість осіб | Відсоток |
| --------- | -------------- | -------- |
| румунська | 1595           | 99,2%    |
| циганська | 7              | 0,4%     |
| угорська  | 6              | 0,4%     |

Склад населення комуни за віросповіданням:
| Релігія        | Кількість осіб | Відсоток |
| -------------- | -------------- | -------- |
| православні    | 1588           | 98,8%    |
| римо-католики  | 6              | 0,4%     |
| п'ятдесятники  | 4              | 0,2%     |
| реформати      | 3              | 0,2%     |
| адвентисти     | 2              | 0,1%     |
| греко-католики | 1              | 0,1%     |
| баптисти       | 1              | 0,1%     |